# Awasa
Awasa er en by i det centrale Etiopien, med et indbyggertal (pr. 2015) på cirka 300.100. Byen er hovedstad i zonen Sidama.